# The Harbour Lights (film 1923)
The Harbour Lights è un film muto del 1923 diretto da Tom Terriss.

## Produzione
Il film fu prodotto dall'Ideal.

## Distribuzione
Distribuito dall'Ideal, il film uscì nelle sale cinematografiche britanniche nel febbraio 1923.